# Ján Štefančiak
Ján Štefančiak, uváděn též jako Ján Štefaničiak (* 20. května 1948), byl slovenský a československý politik a bezpartijní poslanec Sněmovny národů Federálního shromáždění za normalizace.

## Biografie
K roku 1981 se profesně uvádí jako technik.
Ve volbách roku 1981 zasedl do slovenské části Sněmovny národů (volební obvod č. 112 - Námestovo, Středoslovenský kraj). Ve Federálním shromáždění setrval do konce funkčního období, tedy do voleb roku 1986.